# Philips Technisch Tijdschrift
Het Philips Technisch Tijdschrift (Engels: Philips Technical Review) was een vakblad dat heeft bestaan van 1936-1989 en dat werd uitgegeven door Philips Research.
Oorspronkelijk werd dit blad in vier talen uitgegeven en het bevatte tal van technisch-wetenschappelijke artikelen die geschreven werden door de talrijke onderzoekers die bij Philips werkzaam waren. Ook baanbrekende vindingen werden in dit tijdschrift beschreven.
Het tijdschrift heeft 44 jaargangen gekend. Gedurende de Tweede Wereldoorlog is het immers een paar jaar lang niet verschenen terwijl de laatste jaren van het bestaan de frequentie ervan afnam en de nummers van meerdere jaren tot één jaargang werden samengevoegd.
Het blad, dat artikelen in de Nederlandse taal bevatte, heeft altijd een hoog niveau gekend. Uiteindelijk viel het ten offer aan de toenemende betekenis van Engelstalige wetenschappelijke tijdschriften en aan bezuinigingen binnen het Philips-concern.
Nog altijd bieden de nummers van dit blad een boeiende kijk op de ontwikkeling van de industriële research in het algemeen en die bij Philips in het bijzonder.
Alle nummers staan online: https://web.archive.org/web/20160304073831/http://www.extra.research.philips.com/hera/people/aarts/_Philips%20Bound%20Archive/